# Maple Valley (Wisconsin)
Maple Valley – miasto w Stanach Zjednoczonych, w stanie Wisconsin, w hrabstwie Oconto.